# Dendrophthora warmingii
Dendrophthora warmingii là một loài thực vật có hoa trong họ Santalaceae. Loài này được (Eichler) Kuijt mô tả khoa học đầu tiên năm 2003.